# باشگاه فوتبال ارتش پاکستان
باشگاه فوتبال ارتش پاکستان به عنوان بخش فوتبال ارتش پاکستان فعالیت می‌کند. این باشگاه در سال ۱۹۵۰ توسط ارتش پاکستان تأسیس شد و پس از بندر کراچی (۱۸۸۷) و نیروی دریایی پاکستان (۱۹۴۸) سومین باشگاه قدیمی موجود در پاکستان است. این باشگاه قبلاً در مسابقات قهرمانی فوتبال ملی و لیگ برتر پاکستان رقابت می‌کرد. این باشگاه مرتباً در جام چالش ملی پاکستان شرکت می‌کند.